# Айдымбеков, Дюсембек
Дюсембек Айдымбеков (1914, село Сары-Ака, Туркестанский край, Российская империя — 1982, село Уч-Арал, Таласский район, Джамбулская область, Казахская ССР) — старший чабан каракулеводческого совхоза «Таласский» Министерства совхозов СССР, Таласский район Джамбулской области, Казахская ССР. Герой Социалистического Труда (1949).

## Биография
Родился в 1914 году в крестьянской семье в селе Уч-Арал. В 1920 году вместе с матерью переехал в село Уч-Арал (сегодня — Ушарал Талласского района) Аулиеатинского уезда. Окончил местную сельскую школу. С 1933 года — чабан овцеводческого совхоза «Таласский» Южно-Казахстанской области. Участвовал в Великой Отечественной войне. Воевал в составе 84-й стрелковой дивизии. Получил три ранения. В июне 1944 года был ранен осколком снаряда в плечо. После излечения в госпитале комиссовался и возвратился на родину, где продолжил трудиться старшим чабаном в совхозе «Таласский».
Вместе с совхозными специалистами по зоотехнике занимался селекционно-племенной работой. Показывал высокие трудовые результаты, выращивая от каждой овцематки по одному ягнёнку, что было выше средних показателей по совхозу. В 1948 году вырастил в среднем от каждой сотни овцематок по 112 ягнят от общего числа голов на начало года в 661 маток. Получил 85 % смушек первого сорта. Указом Президиума Верховного Совета СССР от 1 декабря 1949 года удостоен звания Героя Социалистического Труда за «получение высокой продуктивности в животноводстве в 1948 году» с вручением ордена Ленина и золотой медали «Серп и Молот» (№ 4966).
Этим же указом званием Героя Социалистического Труда были награждены труженики совхоза «Таласский» управляющий совхозной фермой Абдыр Сагинтаев, старший ветеринарный врач Шарафий Губашевич Губашев, старший зоотехник Алексей Петрович Финаев, старшие чабаны Иманбек Амангельдиев, Аблямат Джуманбаев, Айтете Омаров, Касым Самбетов, Айтпай Шинасылов и Ештайбек Шомышбаев.
В последующие годы продолжал показывать высокие трудовые результаты в овцеводстве. Одним из первых в совхозе стал применять для каракулевых овец гормональный стимулятор многоплодия СЖК (сыворотка жерёбых кобыл) и ранние окоты. В 1963 году вырастил по 145 ягнёнка от каждой сотни овцематок.
После выхода на пенсию проживал в селе Уч-Арал Таласского района. Умер в 1982 году.
Награды
- Герой Социалистического Труда
- Орден Ленина
- Медаль «За отвагу» (24.07.1946)
- Заслуженный мастер социалистического животноводства Казахской ССР (23.05.1956)